# Abarema auriculata
Espèce
Abarema auriculata est une espèce de plantes à fleurs de la famille des Fabaceae.
Selon Plants of the World Online, c'est un synonyme de Jupunba auriculata. Selon ce site, c'est un arbre que l'on trouve dans le bassin de l'Amazone, au nord du Brésil, en Colombie et au Pérou.

## Description
C'est un arbre.